# علي أكبر بهمن
علي أكبر بهمن هو دبلوماسي وسياسي إيراني، ولد في 1880، وتوفي في 1956. انتخب سفير إيران لدى مصر ‏.